# Magician Lord
Magician Lord est un jeu vidéo de plates-formes développé par ADK et édité par SNK en 1990 sur Neo-Geo MVS, en 1991 sur Neo-Geo AES et en 1994 sur Neo-Geo CD (NGM 005),,,.
Il s'agit d'un des premiers jeux à être sorti sur Neo-Geo, il a lors de sa sortie impressionné les critiques par ses graphismes[réf. nécessaire].

## Réédition
- Console virtuelle (Japon, Amérique du Nord, Europe)
- PlayStation 2 (2008, SNK Arcade Classics 1)
- PSP (2008, SNK Arcade Classics 1)
- PlayStation Network (PlayStation 3, PlayStation Portable)
- Xbox One